# Borg (Star Trek)

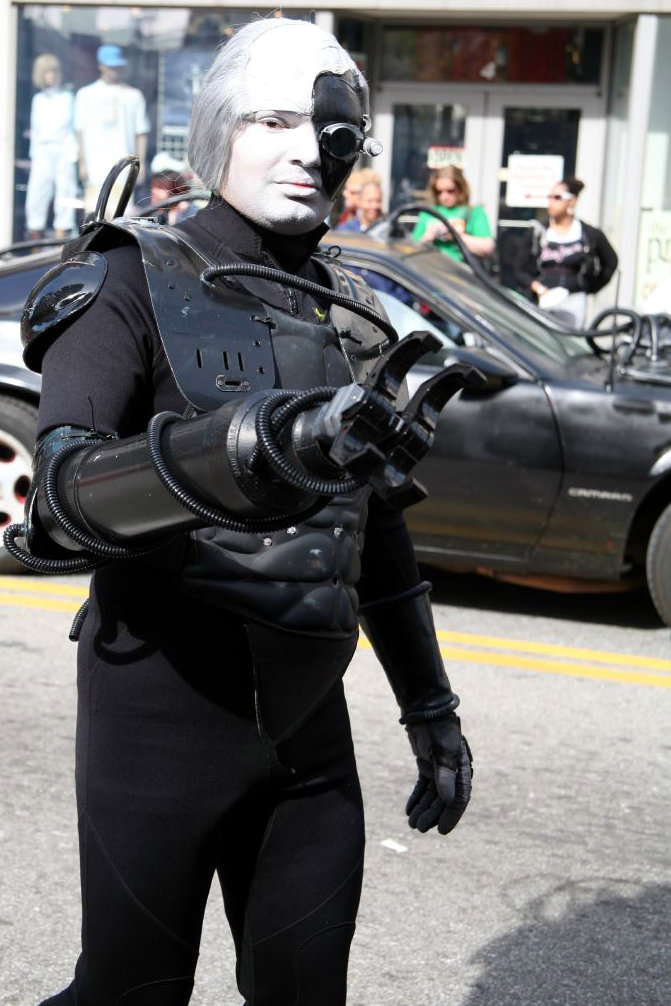
Un trekkie déguisé en Borg.

 (novembre 2024).
Pour les articles homonymes, voir Borg.
Les Borgs ou le Collectif Borg sont, dans l'univers de fiction de Star Trek, des races de créatures cybernétiques — en partie organique, en partie mécanique. Ils sont connus pour être impitoyables et particulièrement difficiles à éliminer. Leur leitmotiv d'introduction est également une caractéristique notable des Borgs:

« Nous sommes les Borgs. Abaissez vos boucliers et rendez-vous sans condition. Nous intègrerons vos caractéristiques biologiques et technologiques aux nôtres. Votre culture s’adaptera à nos besoins. Toute résistance serait futile. »

— Message envoyé à tout vaisseau qui croise la route des Borgs

## Conception
Absents de la première série Star Trek, les Borgs apparaissent dans la série dérivée Star Trek : La Nouvelle Génération (1987-1994) où ils forment les adversaires récurrents de l’Enterprise, puis dans Star Trek: Voyager (1995-2001). Ils apparaissent également dans le film Star Trek : Premier Contact de Jonathan Frakes en 1996.
Ils font une dernière apparition dans un épisode de Star Trek: Enterprise, qui fait suite au film Star Trek : Premier Contact, avant de revenir dans la série Star Trek: Picard.

## Caractérisation dans l'univers deStar Trek

### Physiologie

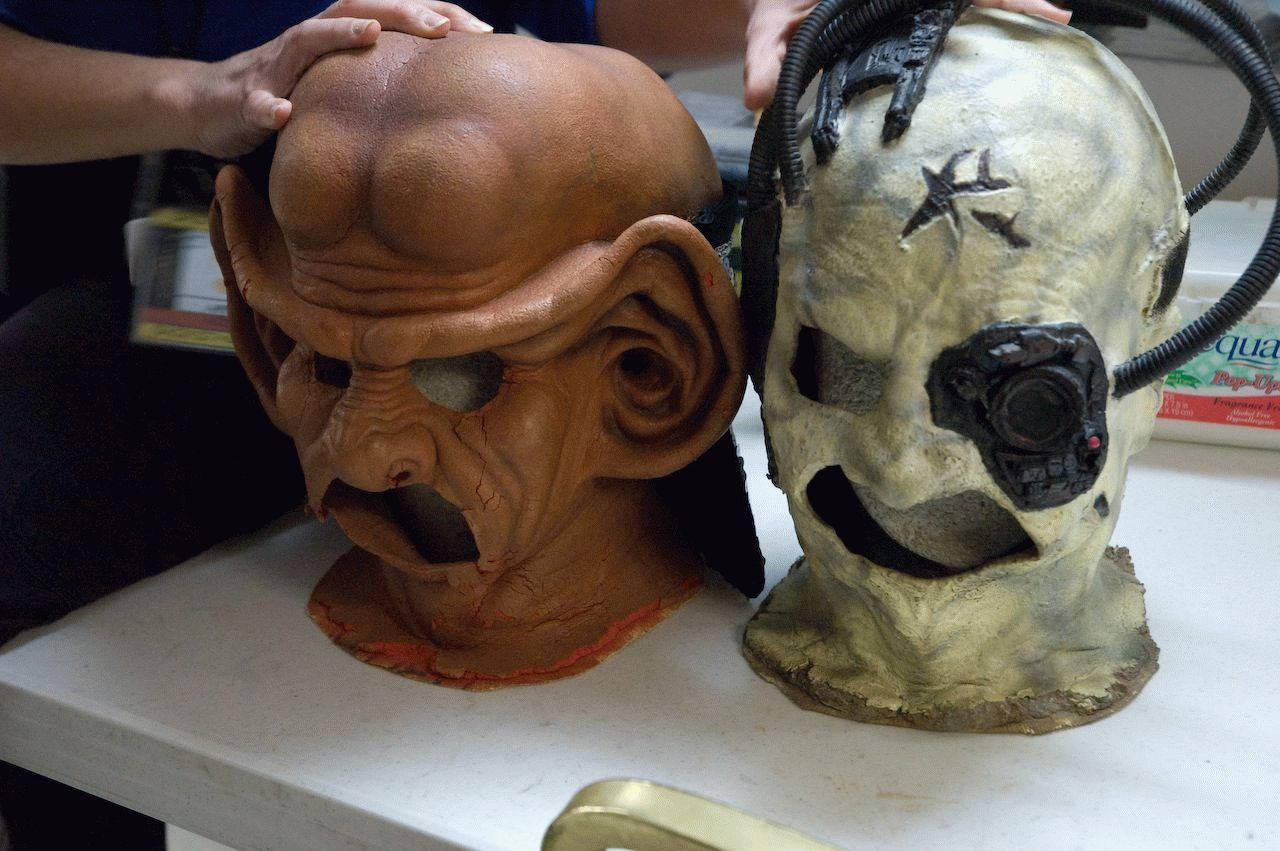
Masque représentant un Borg (à droite).
À gauche se trouve un Férengi.

Nombres d'espèces — à l'exception de l'espèce 8472 — sont aptes à fournir la base organique constitutive des Borgs. Les Borgs sont constitués de drones qui en sont l'incarnation individuelle physique. Les drones sont en permanence connectés entre eux au moyen d'un réseau subspatial et forment ainsi une entité supra-individuelle nommée le Collectif. Le Collectif est une sorte de ruche où l'expression de l'identité personnelle est soumise à la loi de la communauté, le drone est un membre, un outil, et non pas une personnalité.
Il n'y a pas de physiologie typique des membres du Collectif. Les drones partagent cependant un certain nombre de caractéristiques communes : tout membre du Collectif est une association corporelle constitué de sa propre base organique, d'une préassimilation de tissus synthétiques et d'implants cybernétiques. Ces implants cybernétiques permettent aux drones de communiquer sans l'aide de la parole et de partager quasi instantanément des informations. Par ces implants les drones sont également le plus souvent dotés d'un bras outil qui leur permet d'accroître leurs capacités, comme réparer des structures du vaisseau ou de s'introduire dans les systèmes offensifs ennemis.
Toutes les espèces qui constituent les drones semblent être humanoïdes. Les Borgs n'assimilent que les espèces évoluées qui possèdent un savoir, des techniques ou des technologies qui, par leur assimilation, permettront d'étendre le savoir global du Collectif.

### Histoire
Depuis des siècles, les Borgs étendent leur territoire de façon régulière et ininterrompue. Les Borgs semblent venir du Quadrant Delta, et s'étendent jusqu'au Quadrant Beta, formant, à leur apogée, l'empire le plus vaste connu de toute la galaxie.
Vers 2100, les Borgs attaquent et assimilent les Sikaris et si, parfois, un incident imprévu fait perdre aux Borgs quelques vaisseaux, ces pertes sont facilement compensées. À chaque fois qu'ils rencontrent une race nouvelle, ils lui attribuent un nouveau numéro et l'assimilent. Cette assimilation est plus ou moins rapide et plus ou moins facile selon l'ennemi affronté, mais semble inéluctable. Ainsi, vers 2350, les Borgs ouvrent un couloir vers la planète Brunali, qu'ils attaquent plusieurs fois au cours des 20 années qui suivent. Pour se défendre, les habitants n'hésitent pas à sacrifier la vie de certains de leurs enfants pour introduire un virus dans le Collectif Borg.
Mais dans ce cas, le Cube infecté est simplement abandonné et coupé du Collectif. En 2373, les Borgs ont étendu leur territoire jusqu'à la planète d'Arturis et ils commencent son assimilation. Toujours à la recherche de nouvelles victimes et de nouvelles connaissances, les Borgs essaient de poursuivre cette recherche dans les différents Quadrants de la Galaxie, mais également dans d'autres dimensions.
Ils ouvrent une brèche vers un autre espace appelé « espace fluidique ». Mais cette fois, ils doivent faire face à une forte résistance. La première espèce qu'ils rencontrent, à laquelle ils donnent le nom d'"Espèce 8472", semble gouverner l'espace fluidique et devient donc une cible de choix pour l'assimilation. Pourtant, la nature des aliens rencontrés et de leurs vaisseaux déconcerte les Borgs : entièrement organiques et d'une nature inconnue, les vaisseaux comme les aliens semblent immunisés contre l'assimilation ; de ce fait, ils restent incompréhensibles pour les Borgs qui ne comprennent une espèce qu'au travers de l'assimilation. Non seulement cette espèce est immunisée contre les Borgs, mais en outre, leurs vaisseaux possèdent une puissance de feu qui ridiculise totalement la technologie Borg, au point d'être capable de détruire des planètes entières. À leur éternel leitmotiv « Toute résistance est futile », les Borgs ne reçoivent qu'une réponse : « Les faibles périront ».
En peu de temps, les Borgs enregistrent leurs premières pertes importantes depuis des décennies. Incapables de refermer la brèche qu'ils ont ouverte, les Borgs assistent, impuissants, à l'invasion du Quadrant Delta par ces créatures. La brèche étant installée au milieu de l'espace Borg, l'attaque des créatures de l'espèce 8472 a lieu au cœur du territoire qu'ils contrôlent. En quelques mois, les créatures traversent tout le territoire Borg, créant un immense couloir purgé des Borgs au milieu du territoire de ces derniers. Les pertes se chiffrent par millions de morts et les armes des Cubes ne semblent d'aucune efficacité. Cette invasion devient la priorité absolue et pour la première fois depuis des siècles, l'expansion des Borgs s'arrête car ces derniers concentrent toutes leurs forces sur la lutte contre les créatures de l'Espèce 8472.
La Reine Borg comprend que les Borgs ne peuvent pas gagner car ils ne progressent que par assimilation des connaissances d'autres races. Face à des ennemis dont ils ne peuvent rien apprendre (car ils ne sont pas assimilables), ils sont incapables d'imaginer une défense efficace. La solution au problème provient d'un de leur adversaire du Quadrant Alpha : Starfleet. En effet, la Fédération n'assimile pas comme les Borg, mais étudie et analyse, ce qui dans le cas de l'espèce 8472, est un puissant atout par rapport aux Borgs. Ainsi, l'équipage du vaisseau Voyager, qui fut en butte à l'hostilité de l'Espèce 8472, parvint grâce à l'étude d'échantillons génétiques à trouver une défense exploitable et ainsi à renverser le cours de la guerre entre les Borgs et l'espèce 8472.
Cependant, les Borgs subirent d'autres revers tout aussi sérieux. Ainsi en 2378, l'équipage du Voyager parvint a détruire un conduit de transdistorsion Borg (qui permettait des voyages à des vitesses bien au-delà de ce que la simple distorsion permet) et ainsi à limiter considérablement les capacités de mouvement des Borgs. En outre, une scientifique de la Fédération, le Dr Agnès Jurati, fut transportée dans le passé avec l'amiral Jean-Luc Picard et d'autres officiers par l'entité Q, où elle fusionna en l'an 2024 avec une Reine Borg d'une réalité alternative et forma un collectif concurrent qui supplanta le collectif Borg d'origine en l'an 2400.
Enfin, en l'an 2401, les Borgs du collectif d'origine, en collaboration avec des Korrigans rénégats, achevèrent un plan mis au points des décennies auparavant, consistant à infecter la nouvelle génération d'officiers de Starfleet avec une mutation génétique qui permettrait leur assimilation instantanée, simultanée et à distance pour les retourner contre la Fédération. Mais l'amiral Picard, dont le propre fils fut la clé pour finaliser ce plan, parvint à mettre ce plan en échec et à éliminer définitivement le Collectif Borg original.

### Culture
Les Borgs n'ont pas de culture. Leur seul but est l'assimilation systématique de toutes les créatures de l'univers afin d'acquérir assez de connaissance pour évoluer vers le stade de la perfection. Pour eux, art, musique et distractions n'ont aucune pertinence.
Toutefois, un mouvement dissident qui refuse les méthodes Borg et le meurtre par assimilation voit le jour dans le subconscient de quelques drones qui se réunissent, durant leur phase de régénération, dans l'Unimatrice Zéro.

### Technologie
(janvier 2017).
Les vaisseaux borgs sont parmi les plus puissants de la galaxie. Hautement décentralisés, ils ne comportent pas de passerelle, de quartiers d'équipage ou de salle des machines. Toutes leurs structures ne font qu'une et agissent selon les besoins immédiats du Collectif.
L'assimilation d'un grand nombre de peuples a permis aux Borgs d'atteindre un niveau technologique surprenant, avec la capacité d'élaborer des armes assez puissantes pour causer d'irréparables dommages aux navires assez fous pour entraver leur route. Leur équipement offensif comprend de larges rayons découpeurs, capables de couper littéralement en deux un vaisseau de grande taille avec une précision chirurgicale. Ils font également usage de rayons tracteurs spéciaux, dans le but par exemple de drainer les boucliers du vaisseau ennemi, le rendant totalement vulnérable. Le collectif peut alors téléporter l'équipage, détruire le vaisseau ou l'amarrer au cube pour l'assimiler. Les vaisseaux Borgs possèdent diverses autres armes. Il y a les grands classiques : batteries de phaseurs, lance-torpilles, canons et rayons disrupteurs. Les torpilles utilisés par le Collectif sont nombreuses. Il y a les torpilles à photons standards, torpilles au tetryon, quantique, phasiques.
En ce qui concerne le domaine informatique, leurs connaissances ont suffisamment évolué pour qu'ils puissent pénétrer les réseaux ennemis et désactiver les armes ou les boucliers adverses avec une déconcertante facilité. De plus, et c’est sans doute là leur plus grande force, ils sont capables de s'adapter à la fréquence des armes énergétiques ennemies, en remodulant leurs boucliers défensifs ce qui a pour effet de les rendre totalement invulnérables une fois la fréquence complètement assimilée. L'effet de ruche et l'extrême organisation générée par l'esprit du Collectif leur apporte une capacité d'auto-réparation incroyable en cas de dommages causés par des tirs ennemis.
Par ailleurs, et malgré leur niveau technologique élevé, les Borgs n'érigent les structures de leurs vaisseaux qu'en suivant des formes d'aspects simples et rudimentaires, notamment des modèles de figures géométriques tels que le cube ou la sphère. Il faut sans doute voir dans cet abandon de l'esthétisme une forme d'utilitarisme brut où la forme dérive de la fonction. Néanmoins au fil des épisodes des formes plus complexes ou plus classiques seront aperçues. D'après les différents contacts et analyses scientifiques accomplies sur les Borgs, Starfleet est parvenue à une classification approximative de ces appareils : 
- la Pyramide, de taille modeste, semble faire office de frégate,
- la Sphère Borg, davantage armée, se rapproche des cuirassés et peut faire office d'éclaireur. Elle a un étonnant pouvoir de régénération,
- le Diamant est un vaisseau capital car il abrite la Reine Borg, maîtresse du Collectif dans son ensemble ; il a 4 pouvoirs indéterminables,
- le Cylindre parait être un navire de transport car il est capable d'accueillir un nombre incroyable de drones,
- l'Intercepteur' a une forme parallélépipédique, rapide, agile, mais moins bien armé que la Sphère,
- le Détecteur est un petit vaisseau de reconnaissance rapide, peu armé et peu protégé ; il parait le vaisseau le plus rapide grâce à sa légèreté. Son pouvoir principal est la détection tachyonique,
- le Cube Borg est sans conteste leur navire de guerre le plus répandu et le plus redoutable, capable d'affronter à lui tout seul une flotte entière de vaisseaux ennemis ; s'il y a huit cubes dans une zone spécifique, ils peuvent se fusionner en n'en formant qu'un seul, appelé cube fusion,
- le Cube Tactique est un cube Borg revêtu d'un exo-blindage très perfectionné. Cet engin n'est ni plus ni moins qu'une arme de destruction massive. Il est une sorte de Cube à vocation guerrière, encore plus puissant qu'un Cube classique. Néanmoins on le voit rarement quitter les territoires Borgs. Il peut aussi être fusionné pour un cube tactique fusion,
- les « Nexus » sont une partie de la ruche Borg et leurs centres de commandement lourdement armés. C'est également un centre d'incubation. Un seul de leurs tirs pourrait détruire un vaisseau de classe Intrepid de la Fédération.

Dans les territoires Borgs, il y a plusieurs zones où sont rassemblées différentes stations Borgs. Ces zones sont nommées Unicomplexes.